# Kowalik (Ruciane-Nida)
Kowalik (auch: Kowalik Piski, deutsch Kowallik, 1938 bis 1945 Müllershof) ist eine Ortschaft im Stadtteil Nida (Nieden) von Ruciane-Nida (Rudczanny-, 1938 bis 1945 Niedersee- / -Nieden) in der polnischen Woiwodschaft Ermland-Masuren.

## Geographische Lage
Kowalik liegt am östlichen Ufer des Niedersees (polnisch Jezioro Nidzkie) im südlichen Osten der Woiwodschaft Ermland-Masuren. Bis zur Kreisstadt Pisz (deutsch Johannisburg) sind es 17 Kilometer in östlicher Richtung.

## Geschichte
Im Jahr 1698 wurde der nach 1785 Kowallig, nach 1818 Kowallick und bis 1938 Kowallik genannte kleine Ort gegründet. Ursprünglich bestand er aus vier kleinen Gehöften, die in ihrer Gesamtheit keinen selbständigen Ort, wohl aber einen Wohnplatz in der Landgemeinde Nieden (polnisch Nida) bildeten und damit bis 1945 dem Kreis Johannisburg im Regierungsbezirk Gumbinnen (ab 1905: Regierungsbezirk Allenstein) in der preußischen Provinz Ostpreußen zugehörten. Seit 1938 trägt Kowallik die Ortsbezeichnung „Müllershof“.
1945 wurde in Kriegsfolge die Gemeinde Nieden mit dem gesamten südlichen Ostpreußen nach Polen überstellt. Das frühere Kowallik erhielt jetzt die polnische Namensform Kowalik, wohl auch: Kowalik Piski, und gehörte bis 1954 zur Gromada und Gmina Ukta (Alt Ukta) im Powiat Mrągowski (Kreis Sensburg). Mit dem Ort Nida kam Kowalik dann zur Gromada Ruciane (Rudczanny, 1938 bis 1945 Niedersee), diese wurde 1955 zum Powiat Piski (Kreis Johannisburg) umgegliedert und 1958 mit Ruciane vereint. Als zum 1. Januar 1966 Ruciane und Nida zur Stadt Ruciane-Nida erhoben wurden, ging Kowalik wohl im Stadtteil Nida auf.

## Religionen
Vor 1920 war Kowallik evangelischerseits in die Pfarrei Alt Ukta (polnisch Ukta), dann in das neu gebildete Kirchdorf Rudczanny in der Kirchenprovinz Ostpreußen der Kirche der Altpreußischen Union und in die römisch-katholische Kirche Johannisburg im Bistum Ermland eingepfarrt.
Heute gehört Kowalik zur Pfarrei in Ruciane-Nida im Bistum Ełk der Römisch-katholischen Kirche in Polen bzw. zur Pfarrei Pisz – mit der Filialkirche Wejsuny (Weissuhnen) – in der Diözese Masuren der Evangelisch-Augsburgischen Kirche in Polen.

## Verkehr
Kowalik liegt an einer Nebenstraße, die von Ruciane-Nida direkt nach hier führt. Die nächste Bahnstation ist die in Ruciane-Nida an der Bahnstrecke Olsztyn–Ełk (deutsch Allenstein–Lyck).